# Victor Scheinman

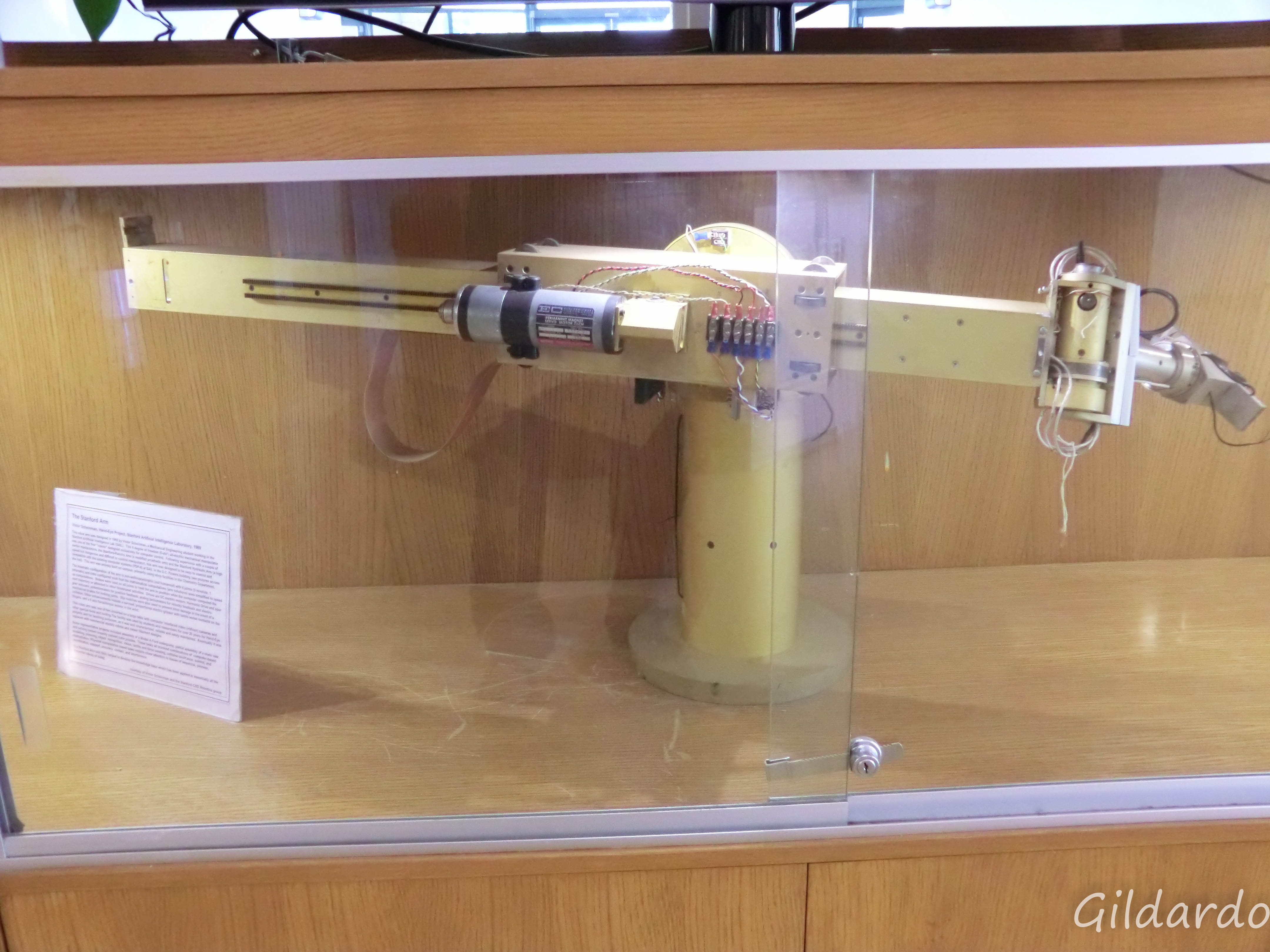
Lo Stanford arm, disegnato nel 1969 da Scheinman e poi costruito da egli stesso; fu il primo con motori elettrici e architettura CNC.

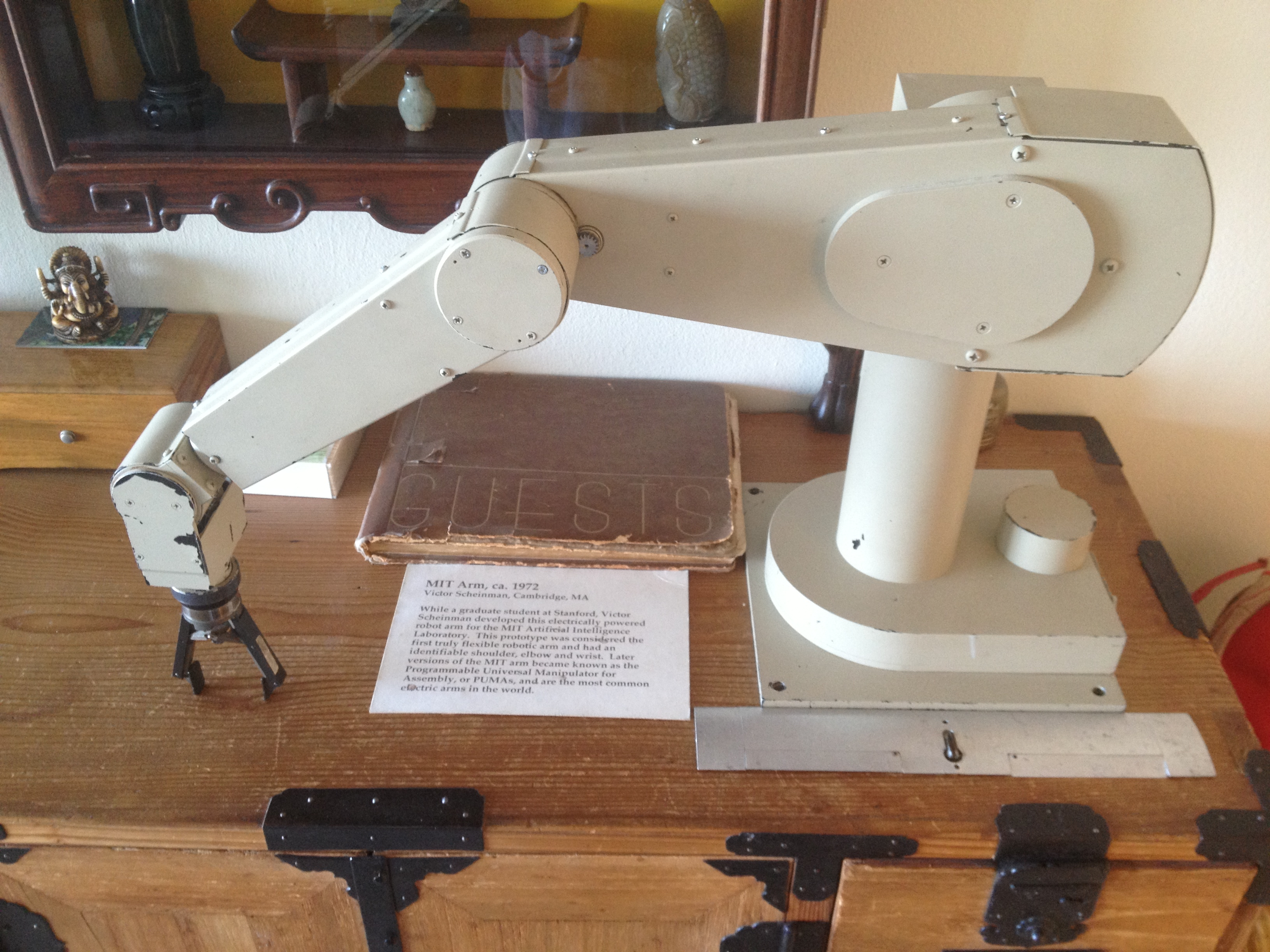
Il MIT Arm, costruito dal MIT AI Lab nel 1972, precursore del PUMA

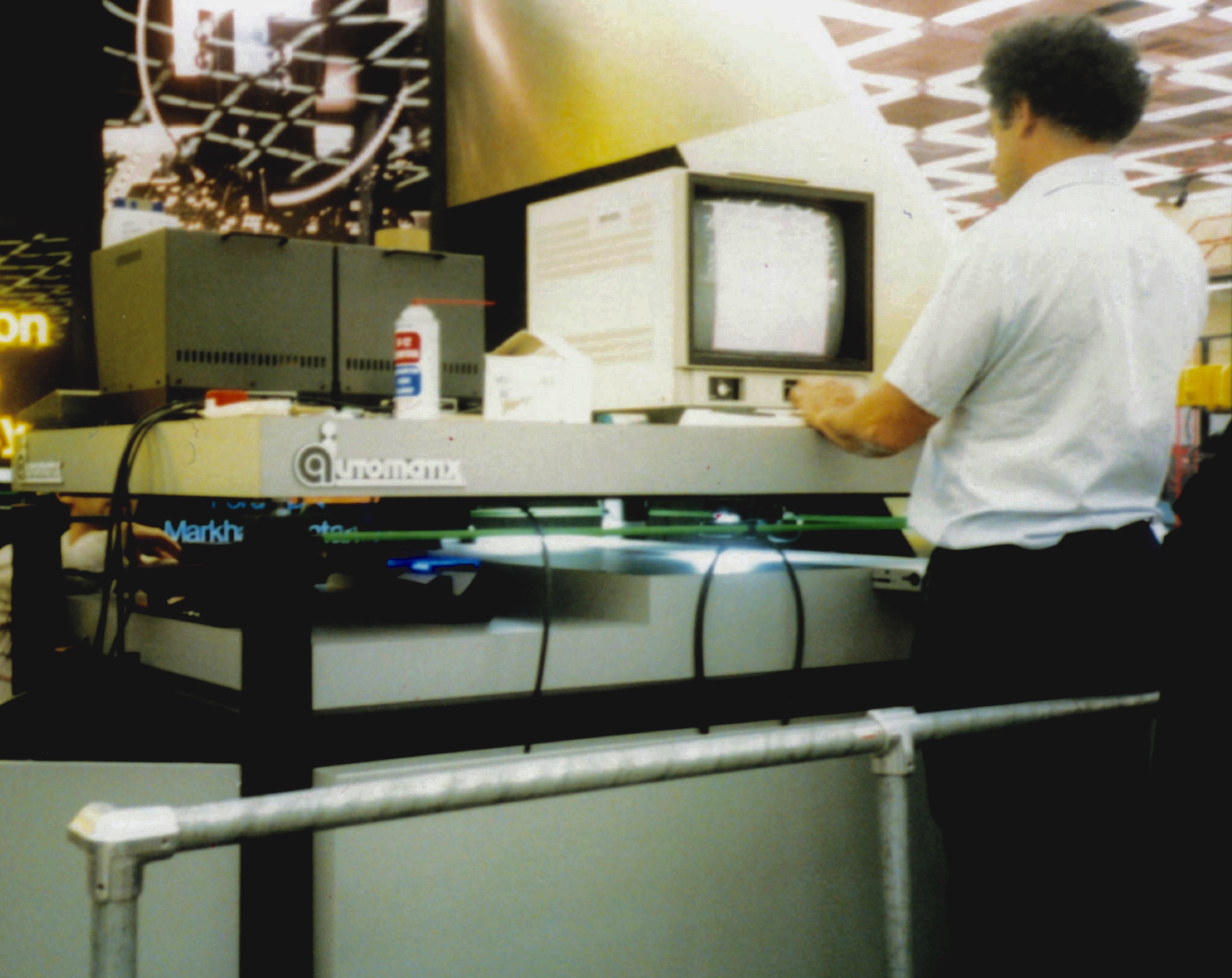
Scheinman che opera sul RobotWorld della Automatix alla fiera Robots '86 di Detroit nel giugno 1986.

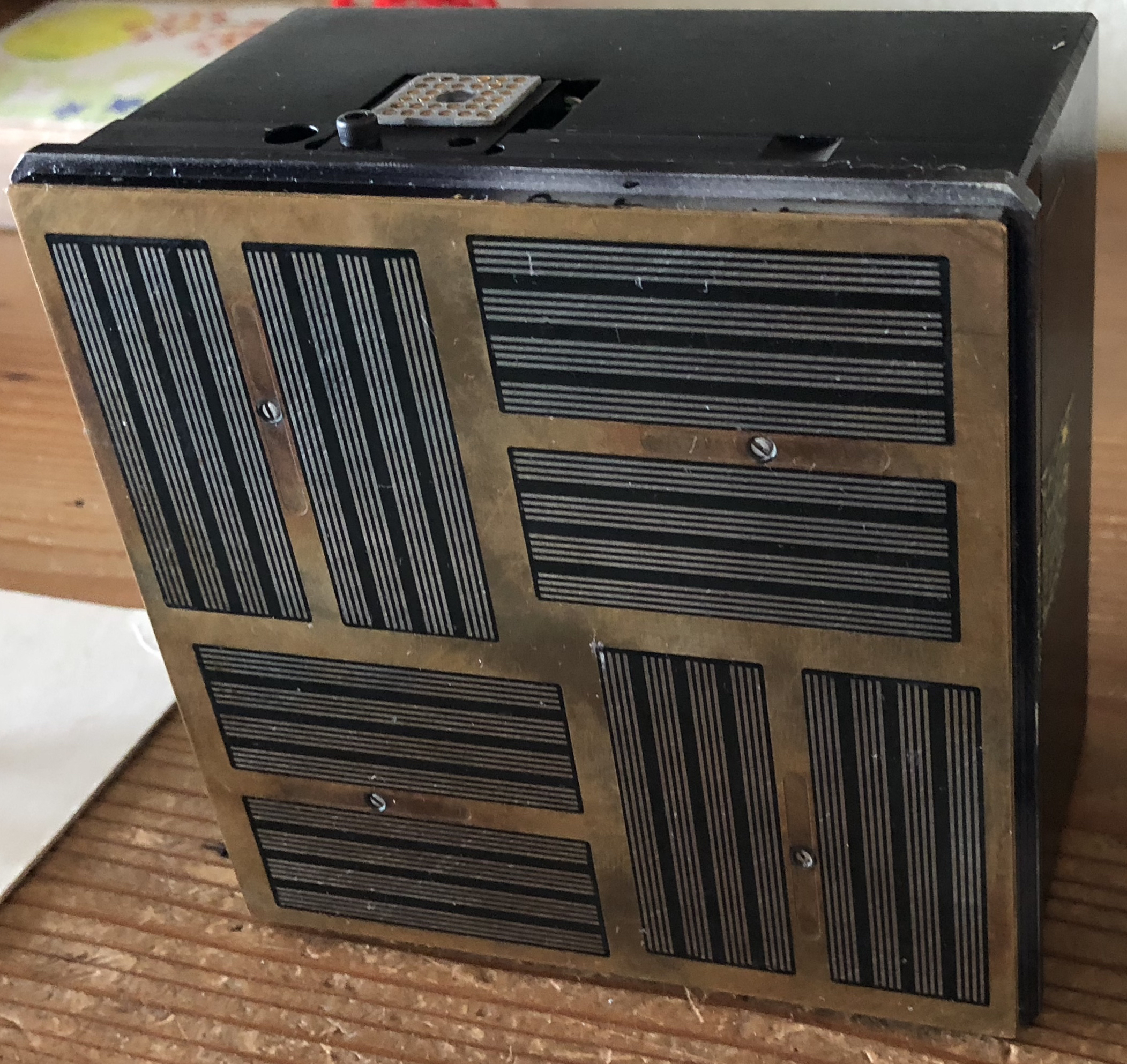
RobotWorld linear motor.

Victor Scheinman (Augusta, 28 dicembre 1942 – Petrolia, 20 settembre 2016) è stato un ingegnere e imprenditore statunitense, creatore del robot industriale Programmable Universal Machine for Assembly (PUMA).

## Biografia
Victor David Scheinman nasce ad Augusta (Georgia), dove il padre Leonard lavora nell'Esercito degli Stati Uniti d'America. Alla fine della guerra la famiglia si sposta a Brooklyn e il padre ritorna a fare lo psichiatra.
Scheinman ebbe la prima esperienza di robot guardando The Day the Earth Stood Still a 8-9 anni di età. Il film lo spaventò e il padre lo spronò a costruire un modello di legno come terapia.4.1 Scheinman da adolescente costruì una macchina per scrivere a controllo vocale mostrata alla fiera della scienza. Entrò quindi al Massachusetts Institute of Technology come undergraduate in ingegneria.
Scheinman frequentò il MIT iniziando il corso di studi a sedici anni e si laureò in ingegneria aeronautica e astronautica nel 1963. Fu il presidente del Model Airplane Club per l'aeromodellismo ed ebbe una esperienza estiva di lavoro alla Sikorsky Aircraft.
Dopo la laurea, su raccomandazione di Holt Ashley, entrò alla Boeing. Entrò successivamente alla Stanford University, prima nel dipartimento Aeronautics and Astronautics, poi in quello di meccanica. Completò il master in un solo anno. Lavorò in estate al Programma Apollo, sullo scudo termico del Modulo di comando e sulle turbopompe del razzo Saturn.

## Robotica
Scheinman fu assistente allo Stanford Artificial Intelligence Laboratory, lavorando con Bernard Roth. Il laboratorio aveva una protesi elettrica di un braccio sviluppata nel 1962 dal Rancho Los Amigos Hospital, il Rancho arm (braccio Rancho), interfacciato ad un computer. Scheinman ebbe l'incarico di mantenere in uso la macchina. Iniziò a sviluppare il braccio Orm con Larry Leifer.
Il suo successivo esperimento fu il braccio idraulico Stanford Hydraulic Arm, mosso dal computer PDP-6 della Digital.

### Stanford arm
Nel 1969, Scheinman inventò lo Stanford arm, tutto elettrico nei movimenti, su sei assi, azionato da un controllo numerico a forma chiusa. Fu il primo esempio di robot nel senso moderno, comandato da attuatori elettrici in grado di muoversi con precisione.
Dopo la tesi Scheinman iniziò a lavorare per la RacChem, ove disegnò macchine automatiche. Dopo circa un anno, la Stanford University richiamò Scheinman per proseguire lo sviluppo del robot da lui inventato. Completò il primo braccio, detto Gold arm, e poi il secondo, Blue arm. Altre organizzazioni vollero i robot, come la SRI e Boston University, così Scheinman costruì dei kit.

### MIT arm
Nel 1972, Scheinman fu invitato dal MIT, con Marvin Minsky, a disegnare un robot ancora più compatto. Minsky ebbe fondi dalla DARPA per sviluppare un robot chirurgico a controllo remoto. Scheinman sviluppò il MIT Arm.
Nel 1973, Scheinman fondò la Vicarm Inc. assieme a Brian Carlisle e Bruce Shimano, che più tardi crearono Adept Robotics. Vicarm produsse i robot per General Motors, National Bureau of Standards, AT&T e Naval Research Laboratory. Venne offerto come controllo un computer Digital Equipment Corporation LSI-11, con processore 6502. Venne anche sviluppato il linguaggio VAL (Variable Assembly Language), per il controllo del robot.4.6

### PUMA e Unimation
Mentre studiava a Stanford, Scheinman fu premiato con una borsa di studio di George Devol, inventore dell'Unimate. Scheinman, Devol e Joseph Engelberger della Unimation osservarono diversi esempi di utilizzo presso clienti dei loro robot. I primi robot furono elettroidraulici e poco precisi.
Lo Vicarm e il suo controllo potevano fare la differenza rispetto ai predecessori e venne mostrato sia a Devol che presso fiere, e presso la University of Illinois, ma non venne preso in considerazione.
Scheinman venne contattato dalla General Motors per avere una versione più grande del suo robot.4.7 Nel 1977, Scheinman vendette il suo brevetto alla Unimation, che lo sviluppò ulteriormente assieme alla GM, creando il Programmable Universal Machine for Assembly (PUMA).

### Automatix
Nel 1979, Scheinman venne invitato da Philippe Villers, della Computervision, a partecipare ad una nuova esperienza, la Automatix, attiva dal gennaio 1980 nel Massachusetts, ma Scheinman si recò sulla costa occidentale, dove creò RobotWorld e sviluppando comunque prodotti per Automatix. La RobotWorld venne ceduta alla Yaskawa Electric Corporation negli anni '90. Scheinman lavorò per la Yaskawa per tanti anni, vendendo diversi sistemi RobotWorld.
Victor Scheinman morì il 20 settembre 2016 a Petrolia (California), a 73 anni.

## Onorificenze
Nel 1979, Scheinman e il suo Vicarm vennero messi in copertina da Fortune Magazine.
Scheinman ricevette dalla Robotic Industries Association il Joseph F. Engelberger Robotics Award nel 1986 e il ASME Leonardo Da Vinci Award della American Society of Mechanical Engineers nel 1990.
Il 19 aprile 2002 la General Motors' Controls, Robotics, and Welding (CRW) donò il prototipo originale PUMA robot allo Smithsonian.